# Лю Голян
Лю Голя́н (кит. упр. 刘国梁, пиньинь Liú Guóliáng, р.10 января 1976) — китайский игрок в настольный теннис, двукратный олимпийский чемпион и двукратный чемпион мира 1999 года в Эйндховене, в одиночном и парном разряде, трёхкратный чемпион мира в команде. 14 лет подряд, до середины 2017 года, был главным тренером национальной сборной КНР.

## Биография
Лю Голян родился в 1976 году в уезде Фэнцю провинции Хэнань. В 1989 году стал членом национальной молодёжной сборной, с 1991 года вошёл в национальную сборную. Уже в 1993 году в составе команды стал обладателем серебряной медали чемпионата мира, и с тех пор собрал множество наград международных турниров, в том числе две золотые медали Олимпийских игр 1996 года.
В 2002 году в возрасте 26 лет Лю Голян объявил о завершении карьеры профессионального игрока. Лю Голян продолжил сотрудничество с национальной сборной Китая в качестве ассистента тренера и 2003 году был назначен главным тренером сборной, став таким образом самым молодым тренером сборной Китая по настольному теннису за всю историю.
Лю Голян исполнял обязанности главного тренера сборной до июня 2017 года. В июне 2017 года Федерация настольного тенниса Китая сообщила, что должности главных тренеров сборной команды, мужской команды и женской команды упраздняется и вместо этого будут образованы две тренерские группы для игроков мужчин и женщин. В связи с этим было анонсировано, что Лю Голян становится вице-президентом Федерации настольного тенниса Китая. Непосредственно после этого, во время открытого чемпионата Китая по настольному теннису (China Open 2017) три ведущих игрока мужской сборной Китая Ма Лун, Сюй Синь и Фань Чжэньдун не вышли на свои очередные матчи и им было засчитано поражение. Некоторые специалисты объясняют этот поступок протестом против увольнения Лю Голян с поста главного тренера сборной Китая. 1 декабря 2018 года избран президентом Федерации настольного тенниса Китая и снова начал руководить развитием настольного тенниса Китая.
В 2020 году ITTF анонсировала создание новой организации World Table Tennis и Лю Голян стал председателем совета этой организации.

## Спортивные достижения
Лю Голян один из немногих игроков в настольном теннисе, который смог выиграть в одиночном разряде все три главных трофея - золотую олимпийскую медаль, золото на чемпионате мира и золото на кубке мира.
В 2003 году стал самым молодым главным тренером сборной Китая за всю ее историю. Оставался на посту главного тренера около 14 лет, под его руководством китайские теннисисты завоевали множество медалей на всех главнейших соревнованиях.

## Стиль игры
Во время профессиональной карьеры Лю Голян использовал азиатскую хватку и играл в быстром атакующем стиле у стола. На его открытой стороне ракетки (основной для азиатской хватки) были установлены короткие атакующие шипы, а на другой стороне была установлена гладкая резина. Лю Голян был одним из первых игроков с азиатской хваткой, кто начал активно применять вторую сторону ракетки для игры с закрытой стороны (слева), в борьбе за свои главные титулы он использовал слева обе стороны ракетки.